# RTL 24
RTL 24 was een nieuwszender van RTL Nederland die alleen via KPN DVB-H mobiel was te ontvangen. De zender ging op 5 juni 2008 van start en was tot 1 juni 2011 te ontvangen. Het was de eerste Nederlandse zender die speciaal voor de mobiele markt werd ontwikkeld. RTL 24 zond een mix van Editie NL, RTL Nieuws, RTL Z en RTL Boulevard uit.
Na 1 juni 2011 was het kanaal nog enige tijd beschikbaar via de iPad als mobiele app.
RTL 24 was officieel, net als de rest van de Nederlandse RTL zenders, een Luxemburgse zender die zich niet aan de Nederlandse mediawet hoeft te houden. Aangezien Luxemburg geen echte toezichthouder kent, werd hierop ook geen toezicht gehouden.